# Reino de Toro

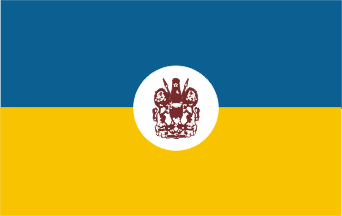
Atual bandeira do Reino de Toro

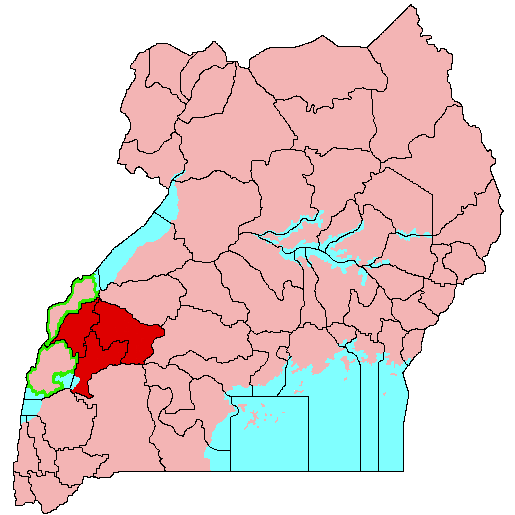
Reino de Toro (vermelho) desde 1993

O Reino de Toro é um dos quatro reinos tradicionais localizados dentro das fronteiras de Uganda. Ele está localizado na parte sudoeste do país, e tem como sua capital Fort Portal. Os habitantes do reino são cerca de 3% da população total de Uganda. O povo nativo do reino é o Toro (povo) e seu idioma é igualmente chamado Língua Toro.

## História
O reino foi fundado em 1830 quando Kaboyo Olimi I, o filho mais velho do rei de Bunioro, Nyamutukura Kyebambe III, se rebelou contra o pai para estabelecer seu próprio reino. Em 1876 Toro foi absorvido no Reino de Bunioro - Quitara, tornando-se independente novamente em 1891. Como outros reinos tradicionais, foi abolido em 1967 e reconstituído em 1993. 
O atual governante é o rei Rukidi IV.